# Bart the Daredevil
"Bart the Daredevil" är avsnitt åtta från säsong två av Simpsons och sändes på Fox i USA den 6 december 1990. Avsnittet skrevs av Jay Kogen och Wallace Wolodarsky samt regisserades av Wes Archer. I avsnittet besöker familjen Simpson ett monstertruckrally, där de ser på våghalsen Lance Murdock. Bart blir imponerad av honom och bestämmer sig för att börja göra stunttrick. Hans familj avråder honom från att göra tricken, men eftersom han inte lyder sina föräldrar och tänker åka skateboard över klyftan, Springfield Gorge, bestämmer sig Homer för att åka över klyftan istället för honom. Scenen då Homer åker över klyftan har visats i repris flera gånger i seriens historia.

## Handling
Familjen ser på en reklamfilm för ett monstertruckrally under en wrestlingsmatch. Homer och Bart vill åka dit men Marge påminner dem om att Lisa har en konsert med skolbandet då. Homer och Bart blir ledsen men då Marge får reda på att när rallyt börjar kommer hon på att de kan hinna båda två. De går på konserten och Homer stressar till rallyt där Truck-O-Saurus, en gigantisk robotdinosaurie, är huvudnumret. Familjen hittar inte parkeringen och kör rakt in i arenan där Truck-O-Saurus börjar förstöra bilen med familjen inuti. Familjen räddas ur bilen och sätter sig på läktaren där de ser våghalsen och stuntmannen Lance Murdock göra ett nummer. Bart blir imponerad av honom och börjar själv öva på stunts och farliga tricks. Efter att Bart skadar sig då han försöker göra ett skateboardtrick åker han till sjukhuset där han får träffa andra som skadat sig då de försökte vara våghalsiga. Bart blir där mer imponerad av skadorna och fortsätter att göra nya trick och blir älskad av sina klasskompisar. Bart tröttnar snart på sina trick då de är simpla, men efter att skolan gör en klassresa till Springfield Gorge bestämmer sig Bart för att hoppa över klyftan med sin skateboard på lördagen. Han berättar om sina planer för sina kompisar och Lisa hör vad han planerar, och hon vill inte att han gör det, men han bryr sig inte om hennes varningar. Lisa tar Bart till Murdock som ligger i sjukhuset för hon hoppas han ska övertala honom att inte hoppa, men han uppmuntrar honom istället.
Lisa berättar vad Bart tänker göra för sina föräldrar och de tvingar honom att stanna inne på sitt rum under lördagen så att han inte gör sitt stunttrick. Bart rymmer från sitt rum för att åka till klyftan men då Homer upptäcker att han rymt åker han iväg för att hämta hem honom. Homer räddar Bart i sista sekund från att åka över klyftan och för att bevisa för honom att det är dumt att försöka åka över klyftan tänker Homer själv åka över den. Bart blir då rädd att Homer kommer dö och han lovar honom att han aldrig ska göra något så dumt igen. Homer tackar Bart för att han insåg hur farligt det är samtidigt som han av misstag börjar åka över klyftan på skateboarden. Homer blir nära att klara sig men missar med bara några steg och hamnar på sjukhuset. Homer sitter i sjukhussängen bredvid Murdock där han förklarar för honom att han också är en våghals för han har barn att uppfostra.

## Produktion
Avsnittet skrevs av Jay Kogen och Wallace Wolodarsky samt regisserades av Wes Archer. I avsnittet medverkar Lance Murdoch för första gången. Han baserades på Evel Knievel. Kogen och Wolodarsky fick idén till avsnittet eftersom de gillar Kinevels stunt och de har ämnet nära sitt hjärta. Dr. Hibbert medverkar också för första gången. Från början var han tänkt vara en tjej kallad Julia Hibbert baserad på Julia Sweeney. Men eftersom programmet konkurrerade med Cosby valde de göra en parodi på Bill Cosby och Cliff Huxtable. Delen då Homer hoppar över klyftan har senare visats i flera avsnitt. En gång då de blickar tillbaka på ögonblicket säger Lisa att alla är trötta på det minnet. Scenen gjordes delvis om inför klippavsnittet "So It's Come to This: A Simpsons Clip Show". Homer och hans kloner springer nerför klippan också i "Treehouse of Horror XIII". I The Simpsons: Filmen åker Bart och Homer också nerför klippan, då med en motorcykel, men klarar hoppet. I scenen ser man också ambulansen som krockade i ett träd i avsnittet.